# Moinville-la-Jeulin
Moinville-la-Jeulin település Franciaországban, Eure-et-Loir megyében. Lakosainak száma 160 fő (2022. január 1.). Moinville-la-Jeulin Voise, Santeuil, Boisville-la-Saint-Père és Ouarville községekkel határos.

## Népesség
A település népességének változása:
| Lakosok száma | 92   | 88   | 107  | 103  | 147  | 162  | 170  | 170  | 166  | 160  |
|               | 1968 | 1982 | 1990 | 2006 | 2013 | 2015 | 2017 | 2019 | 2020 | 2022 |